# GLAMOROUS SKY
「GLAMOROUS SKY」（グラマラス スカイ）は、中島美嘉が「NANA starring MIKA NAKASHIMA」名義でリリースした16枚目のシングル。

## 解説
- 自身が主演した映画『NANA』の主題歌として大ヒット。後にNANA starring MIKA NAKASHIMAの最初で最後のアルバム『THE END』にも、このシングル曲やc/w曲が全て収録された。
- 本作でシングルでは自身初のオリコン1位（2週連続）を獲得。女性アーティストの作品で唯一2005年度オリコン年間シングルランキングでTOP10入りを果たした。
- 作曲・プロデュースはHYDE、作詞は『NANA』の原作者・矢沢あい[4]。
- 発売当初、オリジナル・バージョンのテレビ披露は『ミュージックステーション』のみで、この時にはギタリストとしてHYDEも出演している。（当初は「ミュージックステーション限定で披露」とされていた）そのため、年末の歌番組にもこの曲で登場するものの全てアコースティックバージョンであった。しかし、後年テレビ出演する際はオリジナル・バージョンで披露することが多い。
- カップリング曲「MY MEDICINE」も『NANA』の劇中歌として起用された。歌詞が全て英語になっている。
- 日本レコード協会では収録曲の多さからアルバムとして扱われている[1]。

## 収録内容

### 通常盤
| #         | タイトル                                             | 作詞       | 作曲       | 編曲       | 時間  |
| --------- | ---------------------------------------------------- | ---------- | ---------- | ---------- | ----- |
| 1.        | 「GLAMOROUS SKY」(東宝配給映画「NANA -ナナ-」主題歌) | AI YAZAWA  | HYDE       | HYDE & KAZ | 4:26  |
| 2.        | 「MY MEDICINE」(東宝配給映画『NANA -ナナ-』劇中歌)   | Lori Fine  | 南ヤスヒロ | 根岸孝旨   | 3:29  |
| 3.        | 「BLOOD」(カネボウ化粧品「KATE」CMソング)            | mmm.31f.jp | 古賀繁一   | 根岸孝旨   | 4:39  |
| 4.        | 「ISOLATION」(カネボウ化粧品「KATE」CMソング)        | mmm.31f.jp | 南ヤスヒロ | 根岸孝旨   | 4:45  |
| 5.        | 「GLAMOROUS SKY (instrumental)」                     |            |            |            | 4:26  |
| 6.        | 「MY MEDICINE (instrumental)」                       |            |            |            | 3:36  |
| 合計時間: | 合計時間:                                            | 合計時間:  | 合計時間:  | 合計時間:  | 25:21 |

### アナログ・完全生産限定盤
| #  | タイトル          | 作詞 | 作曲・編曲 |
| -- | ----------------- | ---- | ---------- |
| 1. | 「GLAMOROUS SKY」 |      |            |
| 2. | 「MY MEDICINE」   |      |            |

| #  | タイトル      | 作詞 | 作曲・編曲 |
| -- | ------------- | ---- | ---------- |
| 1. | 「BLOOD」     |      |            |
| 2. | 「ISOLATION」 |      |            |

## 収録アルバム
1. GLAMOROUS SKY
  - 1stスタジオ・アルバム[注釈 1]『THE END』
  - 1stベスト・アルバム『BEST』
  - 2ndベスト・アルバム『DEARS』
2. MY MEDICINE
  - 1stスタジオ・アルバム『THE END』
3. BLOOD
  - 1stスタジオ・アルバム『THE END』
  - コンピレーション・アルバム『NO MORE RULES.』
4. ISOLATION
  - 1stスタジオ・アルバム『THE END』
  - コンピレーション・アルバム『NO MORE RULES.』

## カバー
- 2006年に、ビクターエンタテインメントより発売された『SUPER TRANCE BABE ～J-Gorgeous～』よりSystem Ex. feat. The Key（現漫画家の山倉あおは）がトランスカバーしている。
- イギリスのパンクバンド・SNUFFのドラム及びヴォーカルを担当するダンカン・レッドモンズが、ソロプロジェクト「DUNCAN'S DIVAS」名義で同曲をカバーしている（2007年のアルバム『Sticks Up Girls』に収録） 。
- 2009年に、HYDEのベストアルバム『HYDE』にて、英語詞によるセルフカバーが収録され、2016年発売のトリビュートアルバム『MIKA NAKASHIMA TRIBUTE』にも収録[5]。
- 2010年にはJanne Da Arcのボーカルyasuが自身のソロプロジェクトAcid Black Cherryでカバーアルバム『Recreation 2』でこの曲をカバーした。
- 2011年に沼倉愛美がラジオ大阪の番組『THE IDOLM@STER STATION!!!』のコーナーの1つ「歌姫楽園2011」でカバーした。楽曲は2012年発売のアルバム『THE IDOLM@STER STATION!!! Nouvelle Vague』に収録。
- 2016年4月24日に品川ステラボールにて開催された『BanG Dream! First☆LIVE Sprin' PARTY 2016!』にて声優の愛美がカバー。その後、2018年3月18日にアプリゲーム『バンドリ! ガールズバンドパーティ!』にて愛美がボーカルを務めるバンドPoppin'Partyがカバーした。
- 2018年5月21日に、元ロックバンドViViDのボーカル・シンは、ソロ・プロジェクトSHIN名義で、この曲のカバーを配信リリースした。
- 2018年10月26日に、綾野ましろが配信限定でリリース。その後、2019年7月17日発売のトリプルAサイドシングル「GET OVER / confession / GLAMOROUS SKY」に収録された[6]。
- 2019年4月15日に、富士葵が配信限定でリリース（カバーアルバム『声 〜Cover ch.〜』に収録）。
- 2019年4月30日に、小林愛香が自身初のソロイベント｢andPARTY!!｣にてカバー。
- 2020年8月5日に、原由実が「四条貴音」名義でカバー。アルバム『THE IDOLM@STER MASTER ARTIST 4 02 四条貴音』に収録。
- 2020年10月24日に、宗谷いちかがカバー。配信限定アルバム『IMAGINATION vol.3』に収録。2020年12月23日にはCDが限定販売される。
- 2020年11月6日に、HYDEによる再カバーが、自身のシングル『LET IT OUT』収録。
- 2021年3月28日、島津亜矢がカバー。カバーアルバム『SINGER 7』収録。